# Vittoriale degli Italiani
Il Vittoriale degli Italiani è un complesso di edifici, vie, piazze, un teatro all'aperto, giardini e corsi d'acqua eretto tra il 1921 e il 1938 a Gardone Riviera, sulla sponda bresciana del lago di Garda. Committente del complesso fu il poeta e romanziere Gabriele d'Annunzio, che vi è sepolto e che ne affidò il progetto all'architetto Giancarlo Maroni in modo che il luogo rappresentasse la memoria della "vita inimitabile" del poeta-soldato e delle imprese dei soldati italiani durante la prima guerra mondiale. Spesso con Vittoriale ci si riferisce alla sola abitazione di d'Annunzio, situata all'interno del complesso, che invece è la parte denominata Prioria.
Il Vittoriale è un monumento aperto al pubblico e visitato ogni anno da migliaia di persone. Le visite del 2022 ammontano a 267 512, contro le 179 047 del 2021 e le 212 768 del 2015.
«Ho trovato qui sul Garda una vecchia villa appartenuta al defunto dottor Thode. È piena di bei libri... Il giardino è dolce, con le sue pergole e le sue terrazze in declivio. E la luce calda mi fa sospirare verso quella di Roma. Rimarrò qui qualche mese, per licenziare finalmente il Notturno» scrive d'Annunzio alla moglie Maria in una lettera del febbraio del 1921, cioè pochi giorni dopo il suo arrivo a Gardone; nelle intenzioni del poeta il soggiorno gardesano sarebbe dovuto durare solo poche settimane per completare la stesura del suo ultimo romanzo, mentre in realtà divenne la sua ultima e definitiva dimora.

## Il complesso monumentale

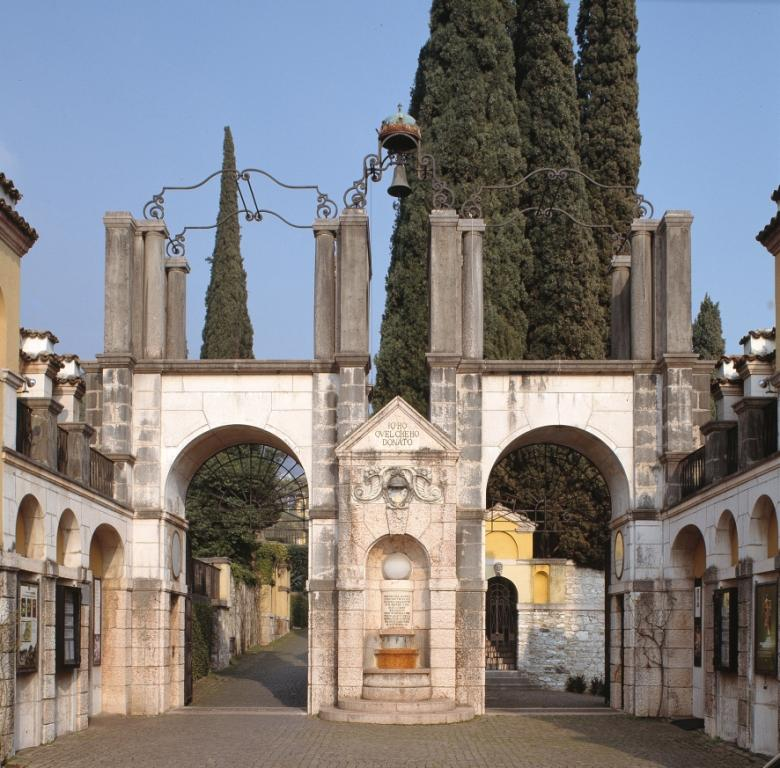
Vittoriale degli Italiani, ingresso a doppio arco

Il Vittoriale si estende per circa nove ettari sulle colline di Gardone Riviera in posizione panoramica, dominante il lago.
Accoglie il visitatore l'ingresso monumentale costituito da una coppia di archi al cui centro è collocata una fontana che reca in lettere bronzee un passo del Libro segreto, ultima opera scritta da Gabriele d'Annunzio: «Dentro da questa triplice cerchia di mura, ove tradotto è già in pietre vive quel libro religioso ch'io mi pensai preposto ai riti della patria e dei vincitori latini chiamato Il Vittoriale». A sormontare la fontana una coppia di cornucopie e un timpano con il famoso motto dannunziano "Io ho quel che ho donato". Dalle arcate d'ingresso si snoda un duplice percorso: il primo in leggera salita conduce alla prioria, la casa-museo di Gabriele d'Annunzio, e salendo ancora alla nave militare Puglia e al mausoleo degli eroi con la tomba del poeta; il secondo porta verso i giardini, l'arengo, e, attraverso una serie di terrazze digradanti verso il lago, si giunge alla limonaia e al frutteto.

A suggello e ricordo della passione di d’Annunzio per le automobili, nel settembre 2017, grazie al contributo della Regione Lombardia, la Fondazione ha voluto la realizzazione nell’antico parcheggio all’ingresso del Vittoriale, ancor prima di accedere alle mura, di un museo dell’automobile – L’Automobile è femmina – che testimoniasse l’amore del Poeta per le macchine, simbolo per eccellenza della modernità, della velocità e del progresso.

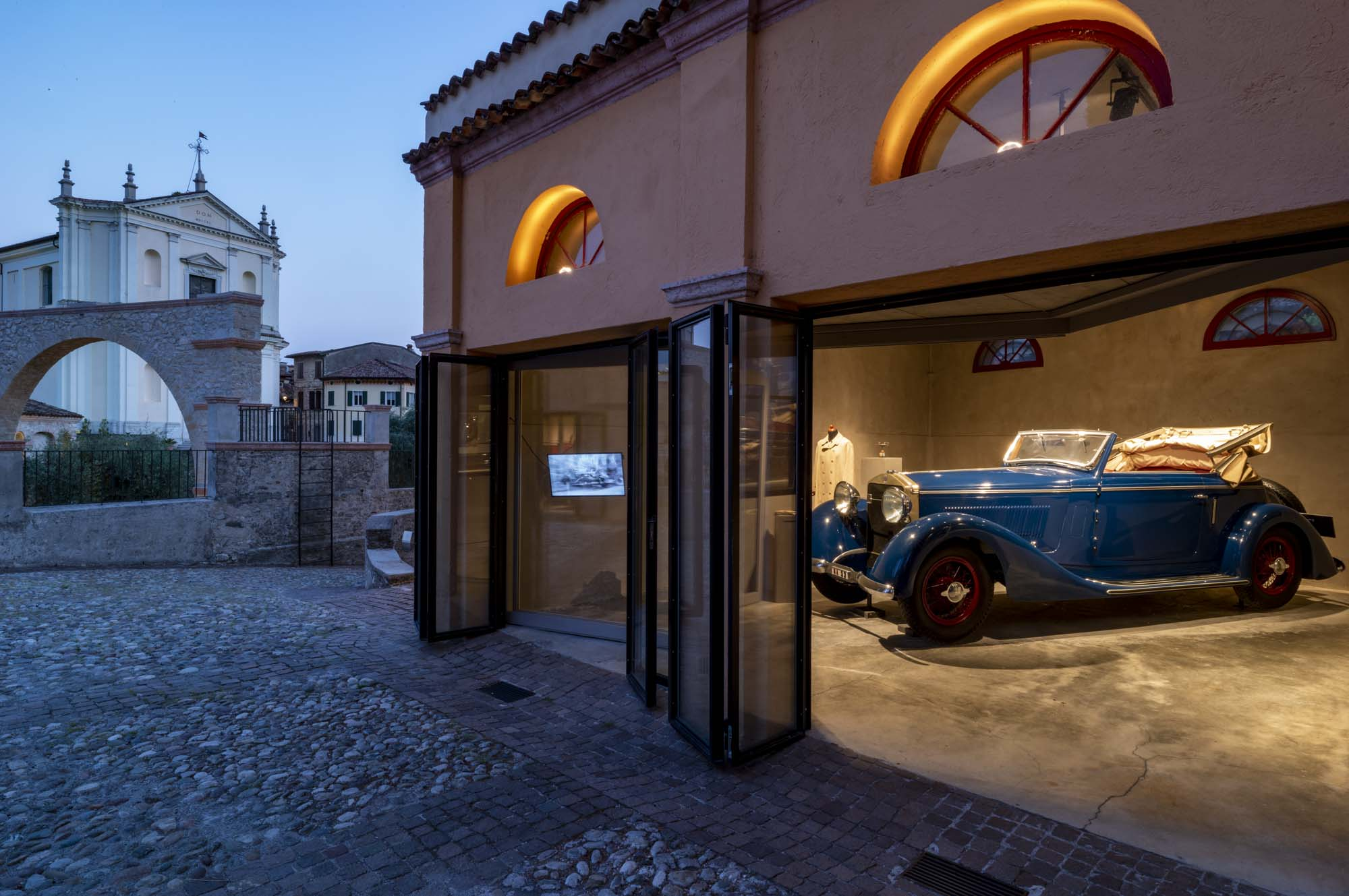
Vittoriale degli Italiani, il Museo L’Automobile è Femmina posto nell'antico parcheggio.

 Si possono ammirare tre delle ultime automobili possedute da d'Annunzio nel corso della sua vita: la Fiat Tipo 4, l'Isotta Fraschini e la Alfa Romeo "soffio di Satana"(edizione speciale della Alfa Romeo 6c 2300)

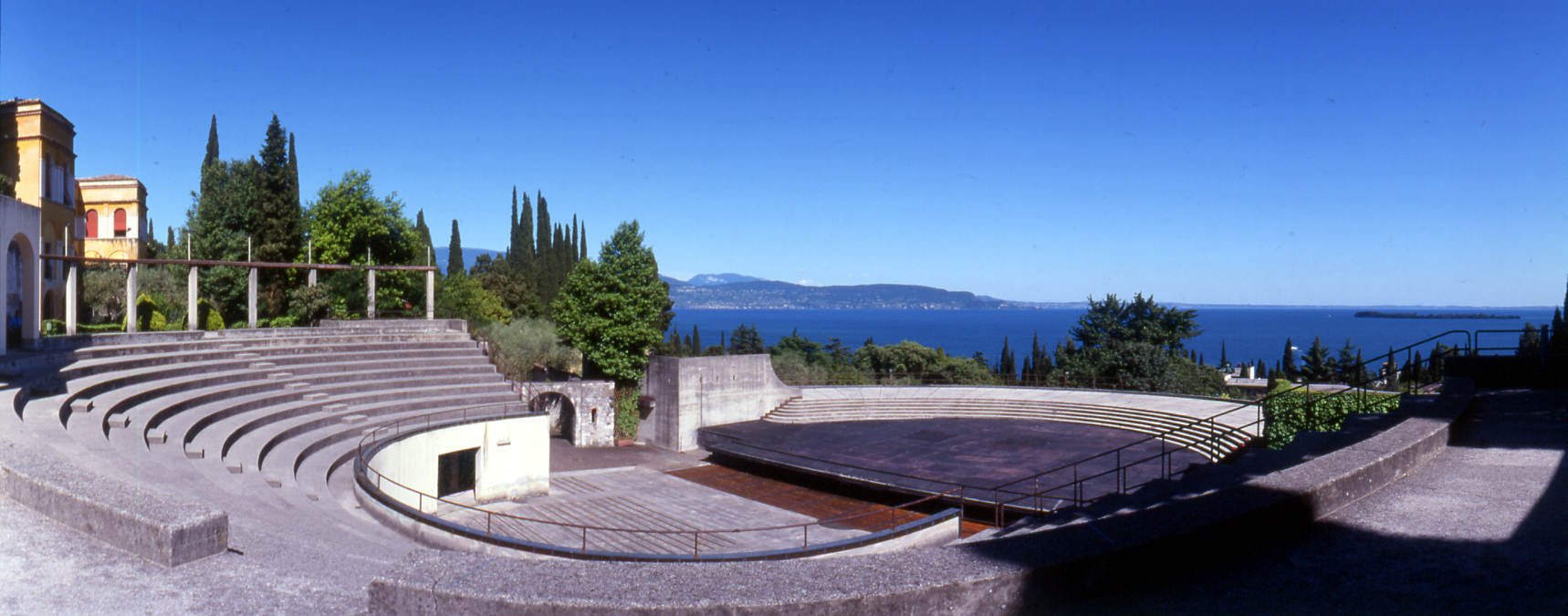
Vittoriale degli Italiani, il teatro all'aperto

Superato l'ingresso e presa la via verso la prioria si incontrano il pilo del Piave con la scultura della Vittoria incatenata dello scultore Arrigo Minerbi, il Pilo del Dare in brocca cioè colpire nel segno, imbroccare. Sulla sinistra il Parlaggio, l'anfiteatro progettato da Maroni fra il 1931 e il 1938, i cui lavori terminarono soltanto nel 1953 lasciandolo, tuttavia, incompiuto. Ispirato ai teatri della classicità, e in particolar modo a quello di Pompei dove Maroni venne mandato in missione insieme allo scultore Renato Brozzi, secondo le indicazioni del committente doveva impiegare delle lastre di marmo rosso di Verona a copertura dei materiali grezzi della "modernità", quali il cemento armato, utilizzati per la platea e le gradinate. La struttura rimase in tale manchevole stato per mancanza di fondi, sino all'effettivo compimento dell'opera avvenuto nel marzo 2020 e inaugurata nel mese di luglio. L'anfiteatro gode di un panorama sul lago avendo come naturale scenografia il monte Baldo, l'isola del Garda, la rocca di Manerba nella quale al poeta tedesco Goethe parve di ravvisare il profilo di Dante e la penisola di Sirmione. È sede ogni estate di una stagione di spettacoli che negli anni ha portato a calcare il palco i più grandi attori italiani, étoiles del mondo della danza come Carla Fracci ed Eleonora Abbagnato, star della musica internazionale come Lou Reed, Michael Bolton, Patti Smith, Ben Harper e Morrissey.

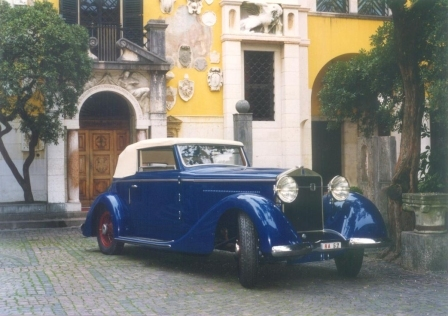
Vittoriale degli Italiani. L'Isotta Fraschini Tipo 8B due porte, denominata dal poeta "Traù"

Salendo ancora si giunge alla piazzetta Dalmata che prende il nome dal pilo sovrastato dalla Vergine di Dalmazia. Su questo spazio si affacciano la prioria, la casa-museo di Gabriele d'Annunzio, lo Schifamondo, le torri degli archivi e il tempietto della Vittoria con una copia bronzea della celebre Vittoria alata di Brescia di epoca classica. La sommità del Vittoriale è occupata dal mausoleo, monumento funebre realizzato dopo la morte di d'Annunzio. Il monumento è ispirato ai tumuli funerari di tradizione etrusco-romana ed è costituito da tre gironi in marmo Botticino a rappresentare le vittorie degli umili, degli artieri e degli eroi. Al centro della spianata superiore è collocata la sepoltura di d'Annunzio e intorno le arche di dieci fra eroi e legionari fiumani cari al poeta:Guido Keller, Giuseppe Piffer, Ernesto Cabruna, Mario Asso, Italo Conci, Adriano Bacula, Antonio Locatelli, Luigi Siviero, Antonio Gottardo e Riccardo Gigante. 
Nel complesso sono presenti simbologie esoteriche, tema d'interesse di D'Annunzio.

## Prioria

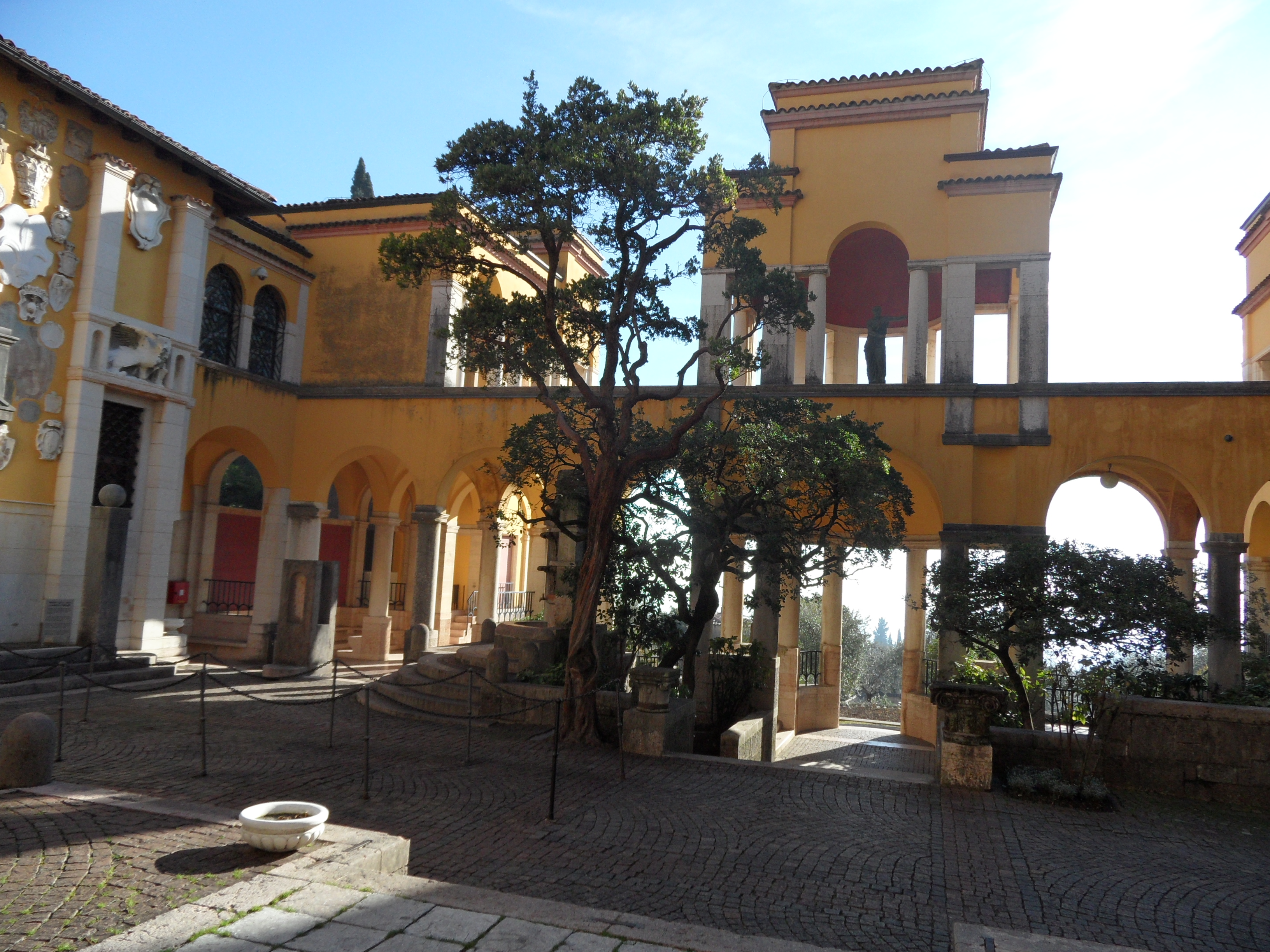
Tempietto della Vittoria con la copia senz'ali della Vittoria alata di Brescia

La casa, espropriata nel 1920 al critico d'arte tedesco Henry Thode assieme alla sua collezione, è denominata dal poeta "prioria" ovvero casa del priore, secondo una simbologia conventuale che si ritrova in molte parti del Vittoriale. L'antica facciata settecentesca della casa colonica viene trasformata e arricchita da Maroni, tra 1923 e il 1927, con l'inserimento di antichi stemmi e lapidi che richiamano alla memoria la facciata del palazzo Pretorio di Arezzo. Al centro della facciata un araldico levriere illustra il motto dannunziano "Né più fermo né più fedele". Il pronao d'ingresso, in stile Novecento, è decorato con due Vittorie attribuite a Jacopo Sansovino, mentre sul battente della porta, sopra una bronzea Vittoria crocifissa di Guido Marussig, si legge il motto Clausura, fin che s'apra - Silentium, fin che parli.

### Ingresso

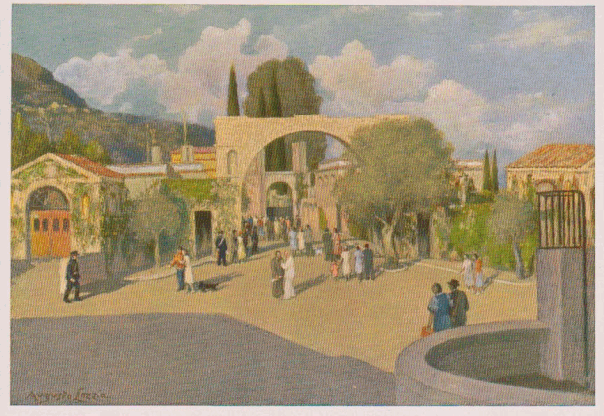
Ingresso al Vittoriale degli Italiani, olio su tavola, pittore Augusto Lozzia (anno 1938)

Comincia qui un percorso iniziatico fra presenze simboliche che rammentano il valore sacrale della casa: il cancello dorato, i sette scalini, gli stalli di un coro seicentesco alle pareti, un pastorale e un'acquasantiera, la colonnina francescana in pietra di Assisi sormontata da un canestro in cemento con melograni, frutto che d'Annunzio ha eletto a emblema di sé, in quanto simbolo di abbondanza e fertilità. Due porte, sormontate da due lunette del pittore salodiano Angelo Landi e raffiguranti santa Chiara e san Francesco d'Assisi conducono a due differenti anticamere, una riservata alle visite ufficiali (o per ospiti, definiti, "indesiderati") e una per gli amici del poeta.
Proprio all'ingresso si trova un busto in bronzo raffigurante Gabriele D’Annunzio. L'opera d'arte, commissionata dall'amministrazione comunale di Palma Campania (in provincia di Napoli) guidata dal sindaco Nello Donnarumma è stata realizzata dallo scultore Gabriele Vicari in due copie, una delle quali è esposta in località Vico, a Palma Campania. Le due sculture raffiguranti D'Annunzio poggiano su una base in pietra estratta da una cava che si trova in località Castello, borgo della cittadina campana.

### Stanza del mascheraio
La stanza è così denominata dai versi sopra lo specchio del camino, composti in occasione della visita di Mussolini al Vittoriale nel maggio del 1925: "Al visitatore / Teco porti lo specchio di Narciso? / Questo è piombato vetro, o mascheraio. / Aggiusta le tue maschere al tuo viso / ma pensa che sei vetro contro acciaio".
Questa anticamera fungeva da sala d'attesa per le visite ufficiali. Al suo interno sono collocati circa novecento volumi, fra cui anche spartiti musicali e una ricca collezione di dischi, una radio e un grammofono. Da segnalare il lampadario in vetro di Murano raffigurante quattro cornucopie, il cavallo in bronzo di Dario Elting presentato all'esposizione di arti decorative a Parigi nel 1925, le sedie con lo schienale a lira di Giancarlo Maroni e alcuni vasi faentini in stile déco di Pietro Melandri. Si dice che D'Annunzio abbia fatto attendere Mussolini due ore in quella stanza.

### Stanza della musica
Inizialmente intitolata a Gasparo da Salò, ritenuto l'inventore del moderno violino, è una grande sala destinata ai concerti da camera. Qui in particolari occasioni suonava il quartetto del Vittoriale. Per favorire l'acustica e il raccoglimento le pareti sono rivestite da preziosi damaschi neri e argento della ditta Ferrari di Milano raffiguranti bestie feroci e sostenuti da fermacorde a forma di lira: è un rimando al mito di Orfeo che con la musica riesce ad ammansire le fiere. Le vetrate gialle a imitazione dell'alabastro, di Pietro Chiesa, ricordano quelle già descritte nelle prime pagine del romanzo Il piacere. Nella sala sono conservati due pianoforti e altri strumenti musicali: un clarino, uno zufolo e un arciliuto. Sulle pareti si trovano alcuni dipinti della collezione Thode fra i quali un ritratto di Cosima Liszt Wagner, opera di Franz von Lenbach, e le maschere funerarie di Ludwig van Beethoven e di Franz Liszt. L'arredamento accosta tra loro oggetti déco e statuette orientali, colonne romane sormontate da zucche policrome luminose e cesti di frutti in vetro di Murano di Napoleone Martinuzzi, calchi in gesso di sculture greche, pelli di serpenti come quella di pitone fissata al soffitto. Il gusto eclettico di d'Annunzio che mescola oggetti di diversa provenienza ed epoca trova qui la sua prima e immediata manifestazione.

### Sala del mappamondo
È la biblioteca principale della casa. Qui sono collocati i circa seimila libri d'arte già appartenuti al critico d'arte tedesco Henri Thode sul totale dei 33 000 complessivi raccolti da d'Annunzio nel corso della sua esistenza. Il nome della stanza deriva dalla grande sfera geografica settecentesca che troneggia sopra un tavolo al centro della stanza. Nella nicchia al centro della sala la xilografica di Adolfo De Carolis raffigurante il Dantes Adriaticus; poco oltre la maschera funeraria di Napoleone Bonaparte e alcuni oggetti realmente appartenuti al condottiero francese durante il periodo di esilio trascorso a Sant'Elena. Sul lato opposto gessi che riproducono il busto di Michelangelo e, nella nicchia sopra il divanetto, il celebre tondo Pitti di Michelangelo Buonarroti il cui originale è conservato al Museo nazionale del Bargello di Firenze. Tra le due finestre un organo americano al quale solitamente sedeva Luisa Baccara, giovane pianista veneziana ma soprattutto compagna ufficiale di d'Annunzio a Fiume e per tutto il periodo del Vittoriale.

### Zambracca

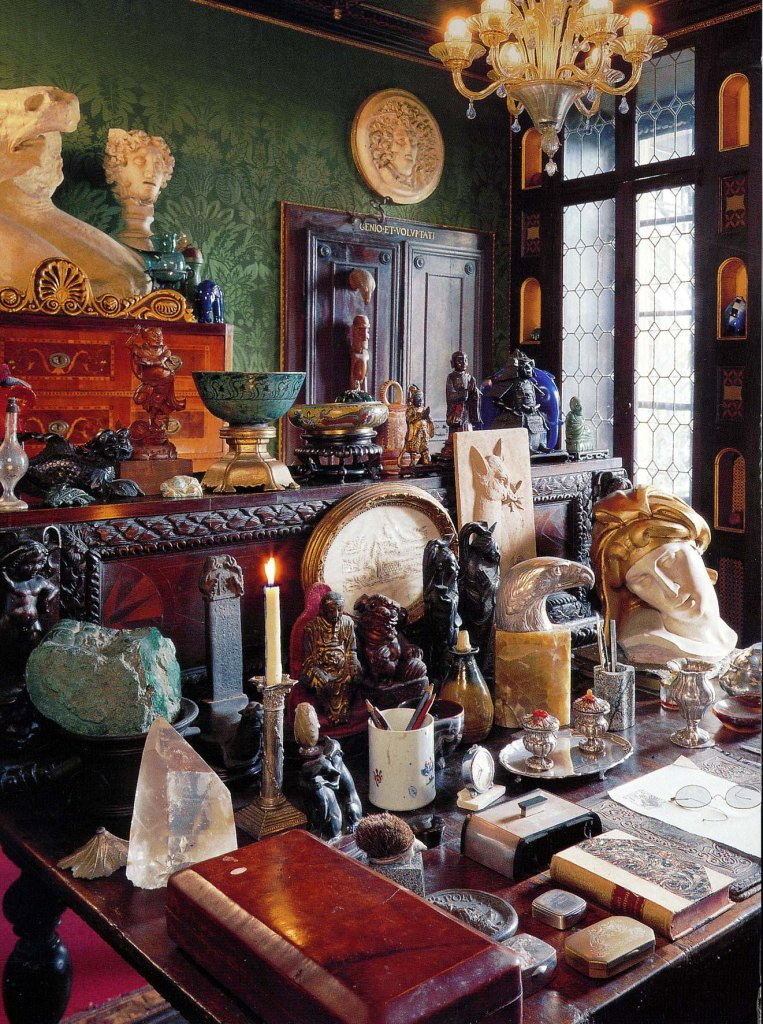
Vittoriale, prioria, zambracca

Il nome è derivato da un antico vocabolo provenzale che significa donna da camera. Anticamera alla stanza da letto e guardaroba, negli armadi e nei cassettoni è riposta la biancheria del poeta, in questa stanza d'Annunzio sbrigava le ultime faccende della giornata e qui, seduto al tavolo, fu trovato morto la sera del 1º marzo 1938.
Alle spalle della scrivania la fornita farmacia del poeta, sull'armadio riproduzioni in gesso dei cavalli fidiaci del Partenone. Sulla scrivania il completo da scrittoio firmato da Mario Buccellati, orafo del Vittoriale e soprannominato dal poeta Mastro Paragon Coppella, la testa d'aquila in argento di Renato Brozzi, la testa dell'Aurora di Michelangelo.

### Stanza della Leda
Era la camera da letto del poeta e prende il nome da un grande gesso posto sul caminetto raffigurante Leda amata da Giove trasformatosi in cigno. Sulla porta si legge il motto Genio et voluptati, al genio e al piacere, e dall'altro lato è appesa una piastrella proveniente dal palazzo Ducale di Mantova con il motto Per un dixir, per un solo desiderio. Sul soffitto, decorato da Guido Marussig, sono riportati i famosi versi della canzone dantesca Tre donne intorno al cor mi son venute... Anche qui l'assortimento di oggetti è vario: dagli elefanti in maiolica cinese ai piatti arabo-persiani, dai bronzi cinesi alle maioliche azzurre e ai mobili in stile orientale. Notevoli il copriletto in seta ricamata persiana con animali selvaggi, dono a d'Annunzio della moglie Maria Hardouin di Gallese, un dipinto di Mario de Maria, il Ritratto di Dogaressa di Astolfo de Maria e il calco monumentale dello Schiavo morente di Michelangelo Buonarroti, i cui fianchi d'Annunzio cinge con un drappo a nascondere le gambe ritenute troppo corte rispetto al busto.

### Veranda dell'Apollino
Il piccolo ambiente fu aggiunto da Maroni alla struttura originaria della villa per schermare la luce diretta del sole nella stanza della Leda e fungeva da saletta di lettura affacciata sui giardini del Vittoriale digradanti verso il lago. Il nome del vano deriva dal gesso di un kouros arcaico decorato dal poeta con occhi azzurri, un prezioso perizoma e un fascio di spighe dorate, simbolo di abbondanza; la stanza è decorata da riproduzioni di ritratti famosi della pittura italiana del Rinascimento, animali in porcellana Lenci e Rosenthal, tappeti e vasi persiani. Su un tavolino le fotografie della madre e di Eleonora Duse.

### Bagno blu
Nel bagno, suddiviso alla francese in sala da toilette e ritirata, sono collocati oltre 600 oggetti i cui toni dominanti sono il blu e il verde. Per la ristrutturazione Maroni si avvalse della consulenza di Gio Ponti. Sul soffitto si legge il motto, da Pindaro, Ottima è l'acqua, e alle pareti, oltre alle riproduzioni degli ignudi della cappella Sistina di Michelangelo, troviamo a fianco della vasca da bagno una ricca collezione di piastrelle di ceramica da parete di produzione persiana, alcune delle quali risalenti anche ai secoli XVII e XVIII. Sul tavolo oggetti da toeletta di Buccellati in argento e pietre, vetri muranesi, collezioni di pugnali e spade. La ritirata contiene tre maschere lignee del teatro giapponese del secolo XVIII e una figurina femminile di porcellana Rosenthal del 1927. La vetrata con i coloratissimi alcioni è opera di Pietro Chiesa.

### Stanza del lebbroso
Questa stanza, chiamata anche zambra del misello o cella dei puri sogni, fu concepita da d'Annunzio come luogo di meditazione dove ritirarsi negli anniversari fatidici della sua vita.
Alle pareti pelli di daino e sul soffitto nei cassettoni dorati i simboli del martirio di Cristo inframmezzati da figure eteree di sante — Caterina da Siena, Giuditta di Polonia, Elisabetta d'Ungheria, Odilla d'Alsazia e Sibilla di Fiandra — dipinte da Guido Cadorin e che il poeta disse che gli apparvero in sogno per invitarlo ad abbandonare i piaceri del mondo. Su un podio rialzato la statua lignea di san Sebastiano di scuola marchigiana e il letto chiamato dal poeta delle due età perché simile a una bara e al tempo stesso a una culla.
Nel quadro in fondo alla parete è raffigurato invece san Francesco nell'atto di abbracciare un lebbroso che altri non è che lo stesso d'Annunzio. Di Cadorin è anche il dipinto sulla parete di fondo raffigurante Gesù Cristo nell'atto di benedire la Maddalena. Su un tavolino i ritratti fotografici della sorella Elvira, della madre Luisa e di Eleonora Duse, insieme con la coppa delle Vestali in vetro smaltato di Vittorio Zecchin. Fra tutte le stanze del Vittoriale quella del lebbroso è forse la più densa di simboli la cui fonte principale sembra essere invece la Storia di San Francesco d'Assisi di Chavin de Malan tradotta da Cesare Guasti, pubblicata a Prato nel 1879.
In questa stanza, per la veglia privata, venne esposta la salma del poeta nella notte fra l'1 e il 2 marzo 1938.

### Corridoio della Via crucis
Prende questo nome dalle formelle in rame smaltato che rappresentano le quattordici stazioni della Via crucis, opera di Giuseppe Guidi. Le pareti sono rivestite con tessuti vaiati di Giuseppe Lisio, recanti il motto "Pax et bonum - malum et pax". All'angolo il calco del frate piangente del sepolcro di Philippe Pot conservato al museo del Louvre. Dalle finestre si possono vedere il cortile degli schiavoni, con lo stemma di monte Nevoso e il portico del parente.

### Sala delle reliquie

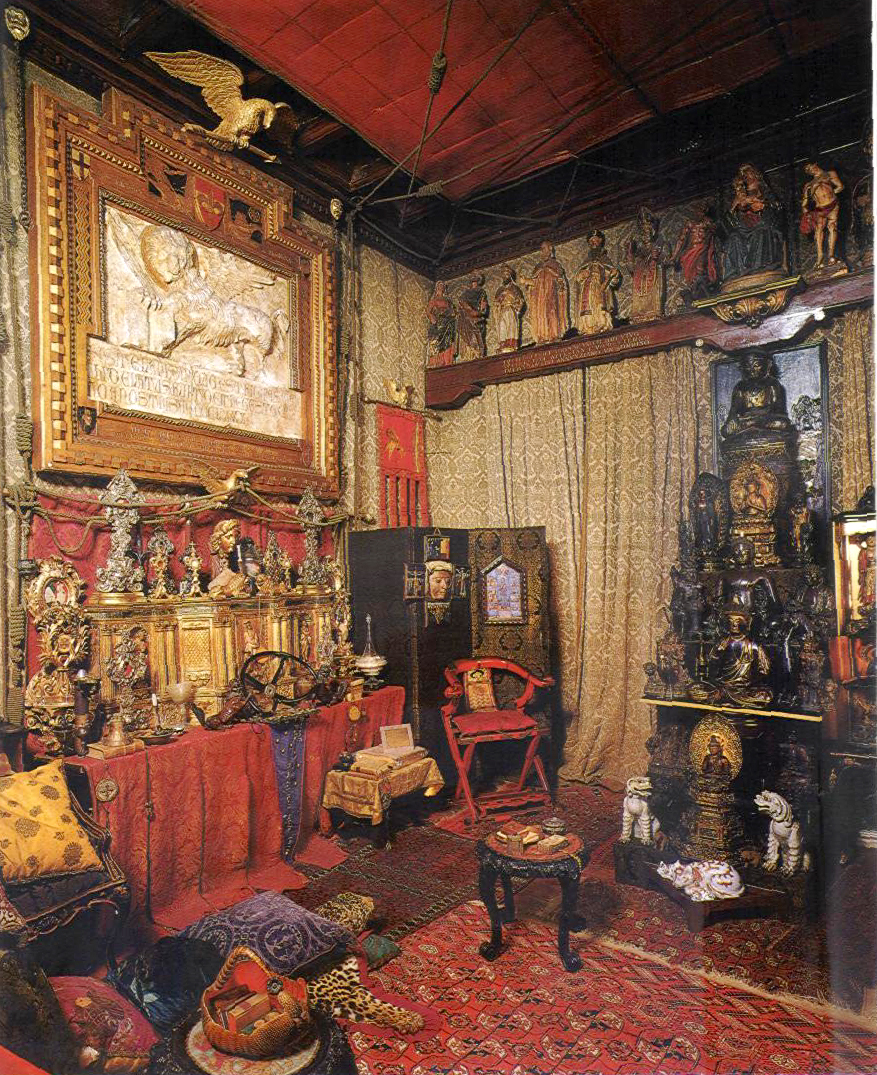
Vittoriale, prioria, sala delle reliquie

È la stanza dove d'Annunzio raccoglie immagini e simboli delle diverse fedi: una piramide di divinità e idoli orientali sormontata da una teoria di santi e martiri della religione cristiana in una sorta di sincretismo religioso affermato anche a lettere d'oro sulla trabeazione che corre lungo le pareti: "Tutti gli idoli adombrano il Dio vivo / Tutte le fedi attestan l'uomo eterno".
Ma reliquia, intesa come simbolo sacro, è anche il volante spezzato — significativamente collocato dinnanzi ad un tabernacolo — del motoscafo di sir Henry Segrave, morto nel 1930 durante un tentativo di superare un record di velocità nelle acque del lago Windermere in Inghilterra. Per d'Annunzio quel volante rappresenta quella che lui definisce la "religione del rischio", il tentativo cioè dell'uomo di superare i vincoli impostigli dalla natura. A Herny Segrave d'Annunzio dedicò, come scritto nel messaggio a Kaye Don, la Riunione Motonautica Internazionale del Garda e la Coppa, creata da Renato Brozzi, che già fu il premio, non concesso, de La Coppa del Benaco.
Sul soffitto il rosso gonfalone con le sette stelle dell'Orsa Maggiore della Reggenza del Carnaro, lo stato rivoluzionario che il poeta aveva fondato a Fiume. Alle pareti troviamo il bassorilievo del leone di san Marco donato a d'Annunzio dalla città di Genova in occasione del discorso interventista del 5 maggio 1915 e quello dipinto da Marussig che era collocato nello studio di d'Annunzio a Fiume e che venne colpito da una granata durante il cosiddetto "Natale di sangue". Le pareti sono rivestite da cortinaggi con disegni a melagrana di Mariano Fortuny e da un grande arazzo di soggetto biblico appeso alla travatura che reca il motto "Cinque le dita, cinque le peccata": dai sette peccati capitali d'Annunzio escludeva lussuria e avarizia.

### Stanza del giglio
È uno studiolo contenente circa tremila volumi di storia e letteratura italiana decorato dal Marussig con pannelli raffiguranti steli di giglio, forse con riferimento al progettato ciclo dei Romanzi del Giglio, di cui il poeta scrisse solamente il primo volume, Le vergini delle rocce. L'ambiente è caratterizzato da un piccolo armonium e da due nicchie-confessionali decorate da una preziosa raccolta di vasi da farmacia dei secoli XVI e XVII.

### Oratorio dalmata

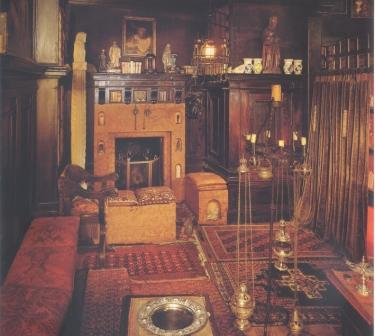
Vittoriale, prioria, oratorio dalmata

Era la sala d'aspetto riservata agli amici ammessi all'interno della prioria ed è caratterizzata da stalli cinquecenteschi sui quali sono indicati i posti del priore, del vice priore, del cancelliere. Presso il camino, una colonnetta romanica sorregge un leone proveniente dalla città dalmata di Arbe. Sulle pareti immagini religiose della più varia provenienza e un grande dipinto raffigurante Giobbe, attribuito alla scuola del Ribera. Al centro della stanza è invece raccolta una serie di oggetti liturgici — navicelle, turiboli, aspersori — con forte valore simbolico, mentre al centro del soffitto, ulteriore reliquia, è appesa l'elica dell'idrovolante con il quale nel 1925 Francesco De Pinedo compì il volo a tappe di 55 000 chilometri da Sesto Calende a Melbourne e Tokyo.

### Scrittoio del monco
Il nome deriva dalla scultura di una mano sinistra tagliata e scuoiata collocata sull'architrave della porta con il motto Recisa quiescit, tagliata riposa. Era la saletta adibita al disbrigo della corrispondenza: d'Annunzio, non potendo o non volendo rispondere a tutti, ironicamente si dichiarava monco e dunque impossibilitato a scrivere. Gli armadi sono gli unici mobili del Vittoriale provenienti dalla Capponcina, la famosa villa presso Firenze abitata dal poeta dal 1898 al 1910. Sull'architrave degli scaffali quattro sentenze: "E chi non ha sepoltura è coperto dal cielo", "Acciocché tu più cose possa più ne sostieni", "Se tu vuoi che la tua casa ti paia grandissima, pensa del sepolcro" e "Niuna casa è si piccola che non la faccia grande uno magnifico abitatore". Sul soffitto, un motivo di mani stilizzate con i motti spagnoli "Tuerto y derecho" e "Todo es nada". Fra gli oggetti vi è il vaso Libellula, realizzato a Murano su disegno di Vittorio Zecchin intorno al 1914-1915.

### Officina

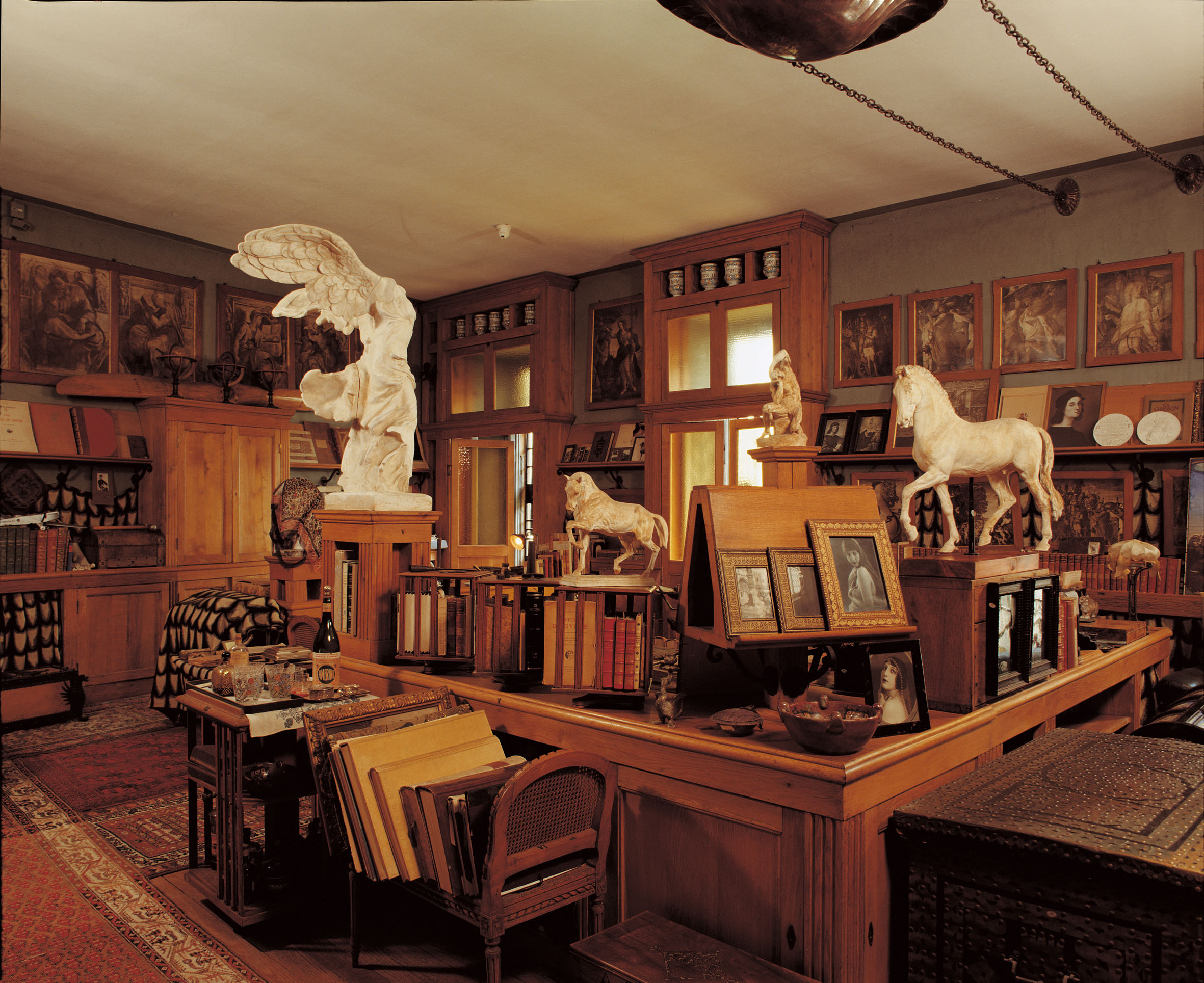
Vittoriale, prioria, l'officina

È l'unica stanza della prioria nella quale entra liberamente la luce naturale del giorno ed è l'unica arredata con mobili di rovere chiaro semplici e funzionali. Era lo studio di d'Annunzio, al quale si accede salendo tre alti scalini e passando sotto un basso architrave che costringe chi entra a chinarsi. L'architrave è sormontato dal verso virgiliano hoc opus hic labor est (qui sta l'impresa e la fatica) con cui nell'Eneide si ammonisce Enea che si accinge a scendere nell'Ade di quanto sia facile l'accesso agli inferi ma riuscire a ritornare nel mondo dei vivi sia appunto la vera difficile impresa. In effetti dopo la penombra che caratterizza il resto della prioria la luminosità di questa stanza fa al visitatore l'effetto di una risalita dal buio verso la luce. Leggii, scaffali inclinati e teche girevoli circondano il tavolo e lo scanno senza schienale su cui d'Annunzio scrive; a portata di mano stanno le opere di consultazione frequente, a cominciare dai vocabolari e dai repertori di cui l'autore si è sempre servito.

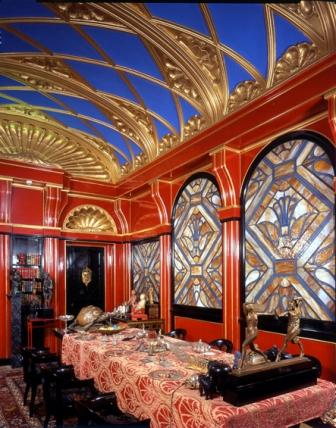
Vittoriale, prioria, sala della Cheli

Su una delle due scrivanie spicca il busto velato di Eleonora Duse, opera dello scultore ferrarese Arrigo Minerbi. L'attrice scomparsa nel 1924, fu per d'Annunzio compagna e musa ispiratrice; un foulard di seta ricopre il volto della donna, “testimone velata” del suo impegno ininterrotto di scrittore. Ma ad arredare la scena della scrittura sono altresì i calchi della Nike di Samotracia e delle metope equestri del Partenone, le immagini fotografiche della Cappella Sistina. Qui d'Annunzio lavorava anche per sedici ore consecutive e qui, dopo aver ultimato il Notturno compose il Libro segreto, ultima sua opera.

### Corridoio del labirinto
Il nome deriva dall'emblema del labirinto, che si ripete sulle porte e le rilegature dei libri, ricavato da quello del palazzo Ducale di Mantova; dal motto dello stesso labirinto, d'Annunzio aveva tratto nel 1910 il titolo del romanzo Forse che sì forse che no.

### Sala della Cheli
Ultimata nel 1929, "l'unica sala non triste della casa" come d'Annunzio ebbe modo di dire al Maroni, la stanza deriva il suo nome da una grande tartaruga in bronzo opera di Renato Brozzi, ricavata dal carapace di una vera tartaruga donata a d'Annunzio dalla marchesa Luisa Casati e morta nei giardini del Vittoriale per indigestione di tuberose: la sua presenza vale un monito contro l'ingordigia. Era la sala da pranzo per gli ospiti: negli ultimi anni della sua vita d'Annunzio preferiva pranzare solo nella zambracca. I vividi colori azzurro e oro, la lacca rosso fuoco o nera, le vetrate a imitazione dell'alabastro ne fanno l'ambiente più compiutamente déco della casa e lo avvicinano a certe soluzioni dei saloni dei contemporanei transatlantici da crociera. Fra gli oggetti il gruppo bronzeo del fauno e della ninfa di Le Faguays, i piatti in argento incisi da Renato Brozzi con motti dannunziani, i pavoni segnaposto in argento e pietre dure e, nella nicchia sulla destra, entrando, il calco dell'Antinoo Farnese, il giovinetto amato dall'imperatore Adriano.

## Personaggi illustri sepolti al Vittoriale
- Gabriele D'Annunzio (1863-1938), scrittore, poeta, drammaturgo, militare, politico, giornalista e patriota.
- Renata Anguissola Montanarella (D'Annunzio), figlia di Gabriele D'Annunzio (1893-1976)

I dieci eroi e legionari fiumani cari a D'Annunzio:
- Luigi Siviero (1899-1919)
- Antonio Gottardo (1896-1920)
- Mario Asso (1899-1920)
- Italo Conci (1893-1920)
- Guido Keller (1892-1929)
- Giuseppe Piffer (1894-1930)
- Antonio Locatelli (1895-1936), la sua tomba è un cenotafio
- Adriano Bacula (1894-1938)
- Riccardo Gigante (1881-1945), sepolto al Vittoriale nel 2020
- Ernesto Cabruna (1889-1960)

Altri:
- Giancarlo Maroni (1893-1952), architetto del Vittoriale
- Ida Magli (1925-2016)
- Roberto Gervaso (1937 - 2020), giornalista, scrittore e aforista.

## Schifamondo

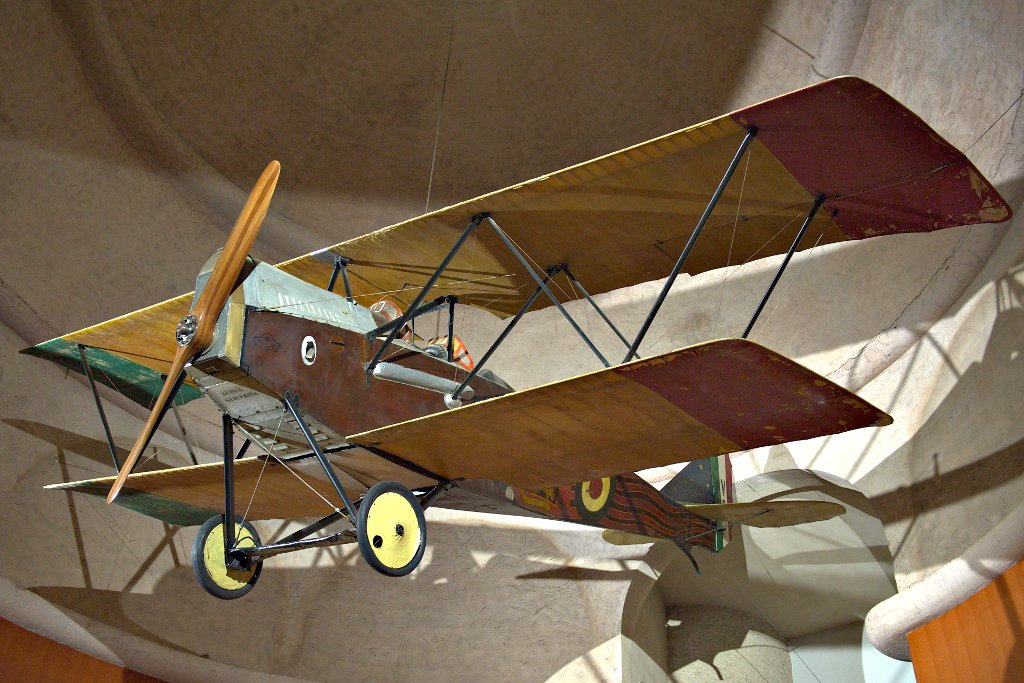
L'Ansaldo S.V.A. del volo su Vienna.

Schifamondo è l'edificio destinato a diventare la nuova residenza del poeta, ma che non era ancora ultimato al momento della sua morte (1º marzo 1938). Il nome, ispirato da un passo di Guittone d'Arezzo e dalla residenza rinascimentale di palazzo Schifanoia degli estensi di Ferrara, manifesta il desiderio di isolamento del poeta. L'edificio venne concepito dall'architetto Giancarlo Maroni come l'interno di un transatlantico: finestre come oblò, vetrate alabastrine, ambienti rivestiti in boiserie di legno, corridoi alti e stretti e uno studio del tutto simile al ponte di comando di una nave, con decorazioni déco. La struttura ospita il museo d'Annunzio eroe. In quella che doveva diventare la sua nuova stanza da letto, venne esposto il corpo del poeta per la veglia pubblica nei giorni immediatamente successivi alla sua morte.
Schifamondo comprende anche l'auditorium con una platea per duecento persone, utilizzato anche per convegni e manifestazioni; alla cupola è appeso l'aereo Ansaldo S.V.A. del celebre volo su Vienna. Negli spazi dell'auditorium è possibile vedere due piccole mostre fotografiche sulla vita di Gabriele d'Annunzio, sulla costruzione del Vittoriale e l'omaggio a d'Annunzio, una mostra di artisti contemporanei che a d'Annunzio si sono ispirati: fra questi Giorgio de Chirico e Mario Pompei (con i bozzetti per i costumi rispettivamente de La figlia di Iorio e di Parisina), Jonathan Meese, Luigi Ontani.

## Museo d'Annunzio eroe

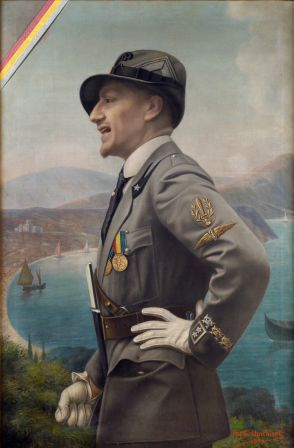
Museo d'Annunzio eroe. Ritratto di Gabriele d'Annunzio di Enrico Marchiani.

D'Annunzio, dopo aver arredato la prioria, pensò di realizzare un museo che celebrasse l'eroismo suo e le imprese del popolo italiano nella guerra del 1915-1918. La morte del poeta sopraggiunse prima che vedesse iniziata questa nuova opera, anche se l'aereo SVA che troneggia appeso al soffitto dell'Auditorium ne rimane evidente testimonianza.
Questo suo desiderio tuttavia è stato realizzato nel 2000, quando gli spazi di Schifamondo sono stati aperti al pubblico valorizzando così il ricco e prezioso patrimonio storico legato all'esperienza militare di d'Annunzio e alle grandi imprese che lo videro protagonista: il volo su Vienna, la beffa di Buccari, l'impresa delle bocche di Cattaro e la grande epopea fiumana.
Fra gli oggetti più significativi visibili nelle grandi sale arredate secondo il gusto déco dell'epoca, il medagliere personale di d'Annunzio con la medaglia d'oro al valor militare, quattro d'argento ed una in bronzo; le divise da lanciere di Novara, da bersagliere, da ardito e da generale dell'aeronautica; le tenute complete utilizzate per il volo su Vienna e nella beffa di Buccari; le bandiere fra cui quella nella quale si avvolse il corpo di Giovanni Randaccio, il gonfalone della Reggenza italiana del Carnaro, il motore dell'aereo del volo su Vienna.
Nel luglio 2011 il museo della guerra ha cambiato titolatura in museo "d'Annunzio eroe" e si è arricchito di due nuove sale che ospitano settantaquattro oggetti, fra armi, bandiere e autografi, della Collezione dannunziana dell'ambasciatore Antonio Benedetto Spada. Fra questi una daga d'onore in avorio e acciaio, un versatoio in argento dorato con simbologie fiumane, un teschio in cristallo di rocca, il messaggio lasciato nella baia di Buccari nella notte fra il 10 e l'11 febbraio 1918, il manoscritto autografo de La notte di Caprera. Esposta in una teca la medaglia d'oro al valor militare di Ernesto Cabruna, donata dallo stesso Cabruna al comandante.
Nell'allestimento non si sono volutamente adottate tecnologie espositive moderne ma si è realizzato un museo che rispecchiasse nel suo complesso l'atmosfera della prioria e continuasse lo spirito e l'essenza della casa così come d'Annunzio e Maroni l'avevano voluta e realizzata.

## Il parco

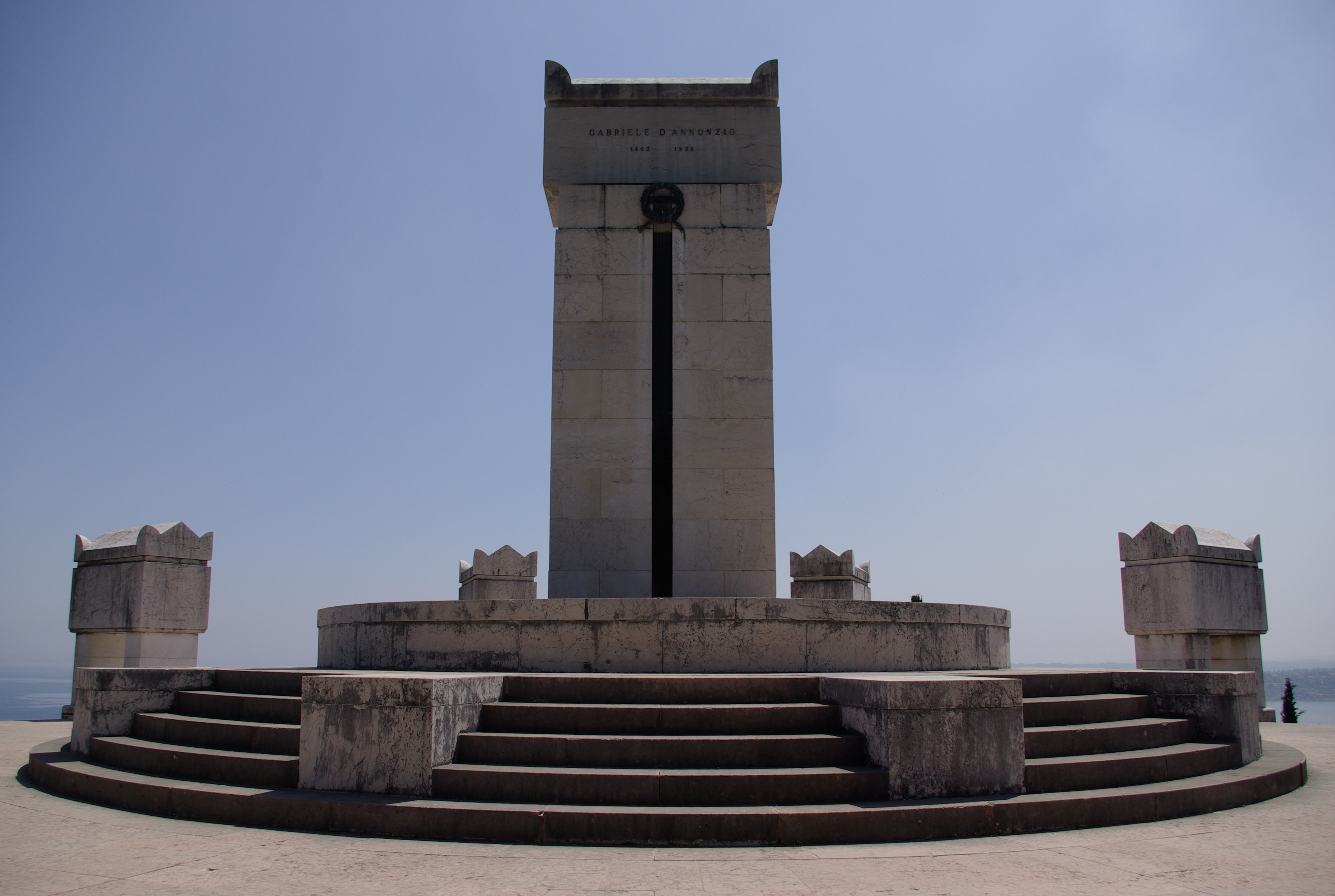
La tomba di Gabriele d'Annunzio nel parco del Vittoriale

Dalla piazzetta Dalmata si sale al parco attraverso il viale di Aligi che prende il nome dal personaggio dell'opera teatrale La figlia di Iorio; nel 1927 questa tragedia fu messa in scena proprio nel parco del Vittoriale.
La sommità del Vittoriale è occupata dal mausoleo, monumento funebre realizzato dal Maroni dopo la morte di d'Annunzio. Il monumento è ispirato ai tumuli funerari di tradizione etrusco-romana ed è costituito da tre gironi in marmo Botticino a rappresentare le vittorie degli umili, degli artieri e degli eroi. Al centro della spianata superiore è collocata la sepoltura di d'Annunzio e intorno le arche di nove fra eroi e legionari fiumani cari al poeta fra cui Guido Keller, Giuseppe Piffer, Ernesto Cabruna, Asso, Conci, Locatelli, Bacula, Siviero, Gottardo e lo stesso Gian Carlo Maroni.
Nei pressi del mausoleo vi è anche l'hangar che ospita il MAS 96 a bordo del quale d'Annunzio con Luigi Rizzo e Costanzo Ciano partecipò alla beffa di Buccari. Al tempo di d'Annunzio il MAS era ormeggiato alla darsena di Torre San Marco e veniva utilizzato dal poeta per escursioni sulle acque del Garda. All'esterno, l'acronimo Memento audere semper riproduce un motto latino coniato da d'Annunzio ("ricorda di osare sempre").

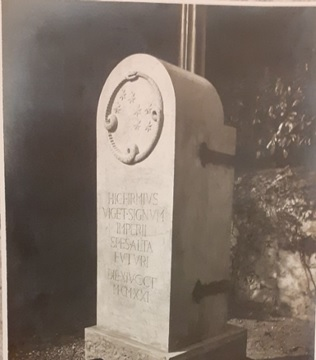
colonna votiva nel parco del Vittoriale

Sotto il colle mastio è collocata la nave militare Puglia. La nave, sulla quale trovò la morte Tommaso Gulli nelle acque di Spalato, fu donata a d'Annunzio dalla Marina Militare nel 1923. I lavori per portarla al Vittoriale si rivelarono particolarmente impegnativi: si trattava di sezionare una nave e trasportarne per via ferroviaria la prora a 300 km da La Spezia; per l'impresa furono necessari venti vagoni ferroviari e numerosi camion militari. A coordinare l'invio dei materiali e dirigere i lavori di ricostruzione venne designato l'ingegnere Silla Giuseppe Fortunato, allora tenente del genio navale. La prua, simbolicamente rivolta verso l'Adriatico e la Dalmazia, fu adornata da una polena raffigurante una Vittoria scolpita da Renato Brozzi.
Nel sottoscafo della nave, dal 2002, è stato allestito il museo di bordo che raccoglie alcuni preziosi modelli d'epoca di navi da guerra della collezione di Amedeo di Savoia, duca d'Aosta. Poco sotto la Prioria, verso il lago, si trova la colonna votiva (o stele) con palo per bandiere Sulla colonna sono presenti: il simbolo della Reggenza Del Carnaro con il motto fiumano” Quis Contra Nos?” dalla lettera ai Romani di San Paolo e il simbolo composto da un uroboro e le sette stelle dell’orsa care a d’Annunzio che volle dedicare all’impresa di Fiume. E il testo in latino della colonna recita: Hic firmius viget signum Imperii, spes alta futuri. Die 14 Oct 1921.

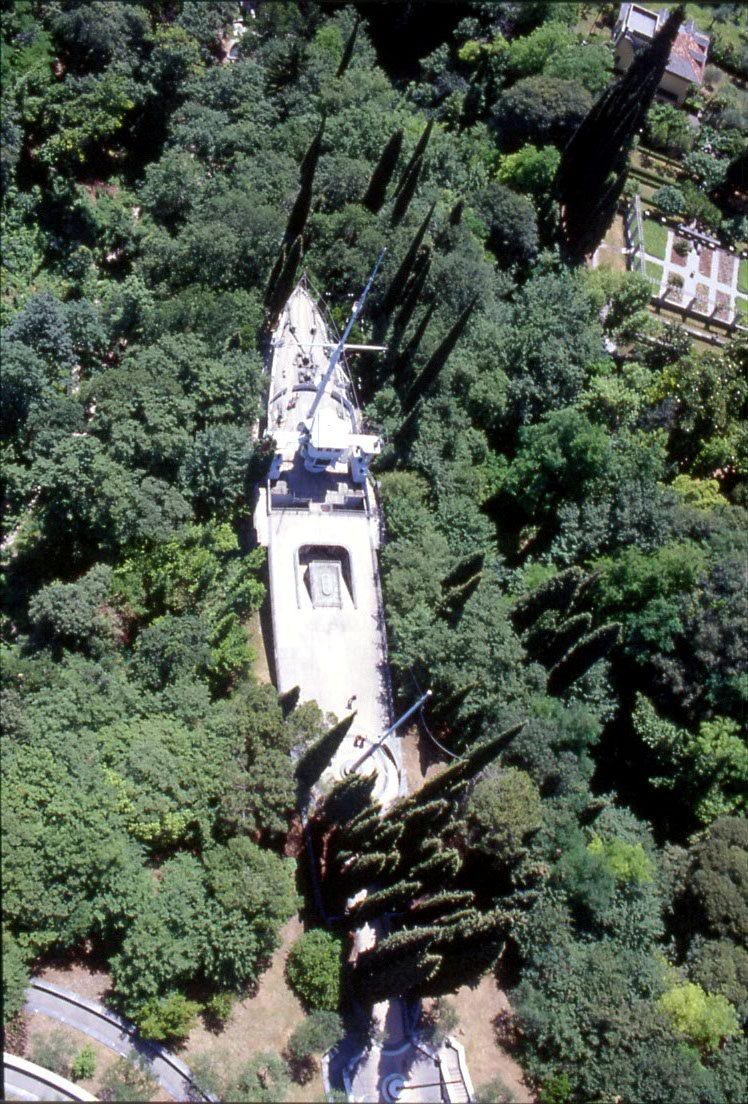
Vittoriale, la nave militare Puglia nel parco del Vittoriale

Dalla nave Puglia si può ammirare la valletta formata dai corsi dei torrenti dell'Acquapazza e dell'Acquasavia che si uniscono a valle nel laghetto delle danze a forma di violino. Questo luogo, pensato da d'Annunzio per spettacoli coreutici, è stato riaperto al pubblico nella primavera del 2013, dopo lavori di restauro per rimediare al dissesto idrogeologico dell'area restituendo così al pubblico un altro tassello del parco.

## I giardini
Dalla piazzetta Dalmata si accede ai giardini. Sulla sinistra si incontra dapprima il cortiletto degli Schiavoni, ornato da vere da pozzo veneziane. Il cortile richiama nelle forme quello della casa natale di d'Annunzio a Pescara. Intorno al cortile corre il portico del Parente, intitolato a Michelangelo Buonarroti, figura alla quale d'Annunzio si sentiva prossimo per affinità e genio. Il cortile e il porticato circostante, durante la permanenza gardonese di Gabriele d'Annunzio venivano spesso arredati con tappeti persiani, tavoli e altro mobilio trasformando questi spazi in una sorta di cenacolo all'aperto dove il poeta riceveva e intratteneva i propri ospiti.
Proseguendo nei giardini, oltrepassato un architrave in pietra sormontato da una Venere acefala e la scritta rossa Rosam cape, spinam cave, (cogli la rosa, ma stai attento alla spina), si arriva a un boschetto di magnolie al centro del quale si trova l'arengo. Questo è il luogo simbolico dove d'Annunzio riuniva i fedeli fiumani per cerimonie commemorative. Un alto scranno, quasi un trono, e sedili in pietra sono collocati intorno alla colonna del giuramento, dal capitello bizantino; fuori dal recinto dei sedili si ergono diciassette colonne simboleggianti le diciassette vittorie di guerra. La colonna raffigurante la vittoria della battaglia di Caporetto è quella più scura e reca sulla sommità un'urna contenente terra del Carso. Unica statua, qui, la Vittoria in bronzo di Napoleone Martinuzzi, coronata di spine e con il motto: Et haec spinas amat Victoria.
Scendendo le terrazze verso il lago si incontra la limonaia con il Belvedere e più sotto la tomba di Renata, la sirenetta, figlia di d'Annunzio e protagonista del Notturno. Proseguendo, in prossimità di un gruppo di cipressi, si arriva al cimitero dei cani e al frutteto al centro del quale su di un'alta colonna è collocata la canefora di Martinuzzi, una grande statua di bronzo raffigurante una donna accosciata che porta sul capo un canestro di frutti. Recingono il frutteto pilastri con grandi aquile e gigli simili a quelli che d'Annunzio aveva, molti anni addietro, ammirato nei giardini di villa d'Este.
Il 19 settembre 2014 a causa di una forte tempesta abbattutasi su Gardone, tra i vari danni ai giardini, c'è stata la caduta di alcuni cipressi secolari dai quali sono state ricavate delle rondelle messe in vendita dalla Fondazione Il Vittoriale. I proventi sono stati utilizzati per sostenere vari progetti di restauro del complesso.

## Museo d'Annunzio segreto
Inaugurato nel 2010 nel grande spazio espositivo del sottoteatro, il museo d'Annunzio segreto raccoglie quanto fino ad ora era rimasto sconosciuto al grande pubblico perché chiuso negli armadi e nei cassetti della prioria: i vestiti del vate, le scarpe e gli stivali, la biancheria, le vesti appositamente fatte confezionare da d'Annunzio per le sue donne, i collari dei cani, gli oggetti da scrivania, il vasellame da tavola, i gioielli. Un'intera sezione è dedicata alle eleganti valigie, alle cappelliere e ai bauli a incastro. Le gigantografie del poeta alla Capponcina o nel parco del Vittoriale, le immagini di alcune fra le sue più note amanti, le lettere d'amore, i tessuti che arredano le stanze della prioria, vestono l'emiciclo e le undici colonne della sala espositiva.

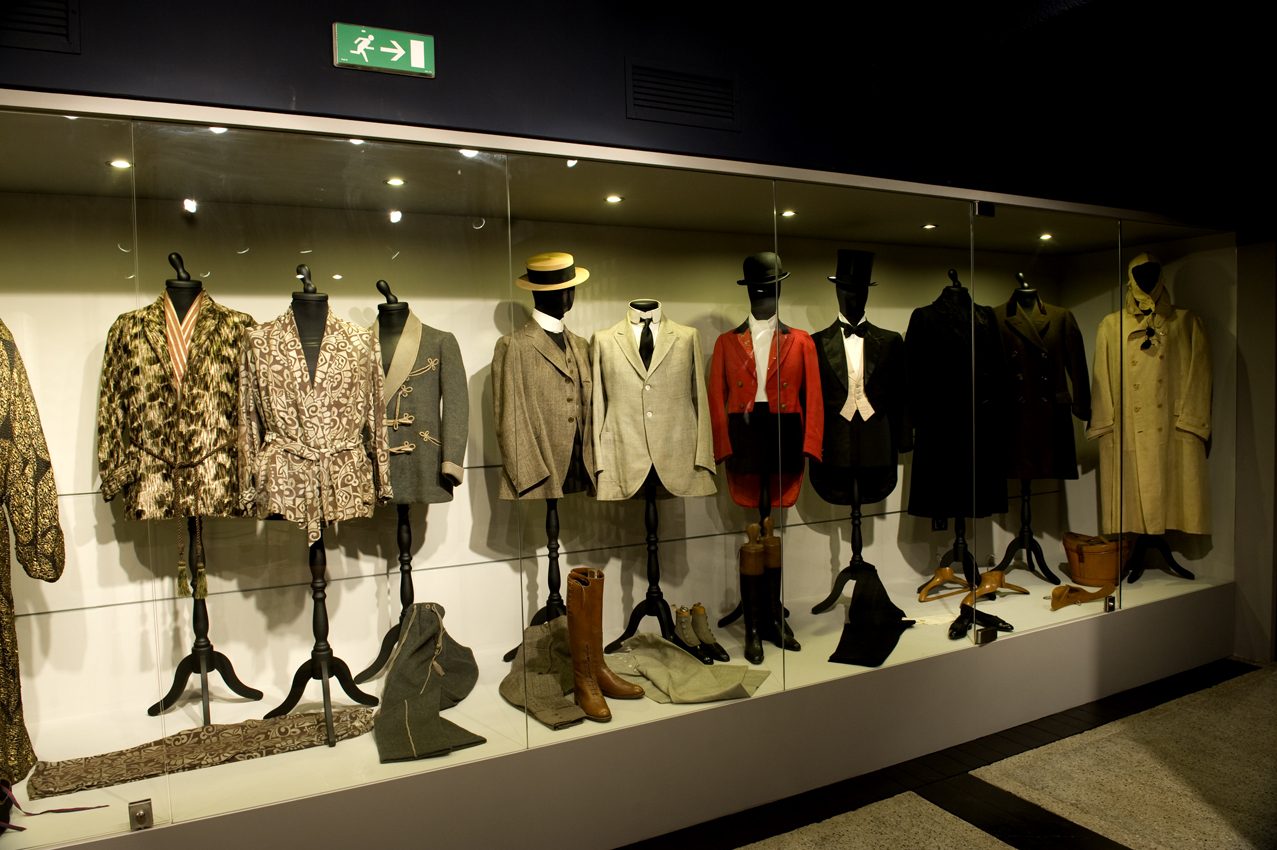
Vittoriale: gli abiti di d'Annunzio nell'allestimento del nuovo museo d'Annunzio segreto al Vittoriale

All'ingresso sei schermi trasmettono filmati d'epoca dell'Istituto Luce o dell'Archivio storico RAI.
Il museo d'Annunzio segreto rappresenta dunque un incontro ravvicinato, intimo con il mondo quotidiano di Gabriele d'Annunzio nel suo stile di vita inimitabile e raffinatissimo.

## Nella cultura di massa
Il Vittoriale degli Italiani è apparso, in una scena girata sulla prua della nave "Puglia", nel film Ti amo in tutte le lingue del mondo del 2005 e nel film Il cattivo poeta del 2020.